# Campeonato Capixaba de Futebol de 1991
O Campeonato Capixaba de Futebol de 1991 foi a 75ª edição do campeonato de futebol do estado do Espírito Santo. A competição foi organizada pela Federação de Futebol do Estado do Espírito Santo (FES).
O Muniz Freire conquistou o primeiro título de sua história garantindo vaga também pela primeira vez na Copa do Brasil em 1992.

## Regulamento
Na Primeira Fase as 18 equipes são divididas na Chave Norte e Chave Sul que jogam entre si em dois turnos dentro da mesma chave. As duas melhores de cada chave classificam-se às Semifinais disputadas em partidas de ida e volta com o primeiro de uma chave enfrenta o segundo do outra chave. Os vencedores disputam a Final também em partidas de ida e volta.